# Леся+Рома. Не наїжджай на Діда Мороза!
«Не наїждж́ай на Ді́да Моро́за!» — український новорічний повнометражний телевізійний художній фільм, знятий на основі телесеріалу «Леся+Рома». Прем'єра в Україні 31 грудня 2006 року на телеканалі ICTV.

## Сюжет
Усі, хто хоч раз у житті бачив комедійний серіал «Леся+Рома», уявляють, у які нечувані ситуації ці закохані можуть потрапляти. У картині «Не наїжджай на Діда Мороза!» нашій парочці закоханих до неординарних ситуацій не звикати. А ви, приміром, знаєте, як поводитись, якщо ненавмисне переїдете Діда Мороза своїм джипом, зрубаєте ялинку в лісі й попадетеся на гарячому?.. Тікати!!! Це вам підказує здоровий глузд і новорічний досвід Лесюнчика та Ромчика, з якими у новорічний час станеться справжнє диво — вони обміняються тілами!

## У ролях
- Ірма Вітовська — Леся
- Дмитро Лалєнков — Рома
- Ігор Гнезділов